# Hoài Hà
Sông Hoài (tiếng Trung: 淮河 hoặc 淮水, âm Hán-Việt: Hoài Hà hoặc Hoài Thủy) là một phụ lưu của sông Hoàng Hà ở Trung Quốc. Đây là con sông dài thứ tư ở Trung Quốc sau Dương Tử, Hoàng Hà và Châu Giang (sông Trung Quốc). Sông Hoài dài 1.078 km với lưu vực rộng 187 ngàn kilômét vuông. Giống như hai con sông lớn kể trên, sông Hoài về cơ bản chảy theo hướng tây-đông và nằm gần giữa khoảng cách của hai con sông này. Tuy nhiên, do nó không trực tiếp đổ ra biển nên nó nổi tiếng là dễ gây ngập lụt.
Sông Hoài-dãy núi Tần Lĩnh được coi như là đường phân chia tự nhiên của Hoa Bắc và Hoa Nam. Đường này gần trùng với đường đẳng nhiệt 0 độ trong tháng 1 và đường đẳng giáng thủy 800 mm tại Trung Quốc.
Sông bắt nguồn từ tỉnh Đồng Bách Sơn, Hà Nam, chảy qua miền nam tỉnh Hà Nam, miền bắc các tỉnh An Huy và Giang Tô. Trên địa phận tỉnh Giang Tô, sông Hoài tạo nên hồ Hồng Trạch. Cuối cùng nó đổ vào sông Dương Tử tại Tam Giang Doanh thuộc huyện cấp thị Giang Đô, địa cấp thị Dương Châu, tỉnh Giang Tô. Sông Hoài có thể chia ra làm 3 đoạn là thượng du, trung du, hạ du. Từ Hồng Hà Khẩu ngược về đầu nguồn là thượng du, dài khoảng 360 km với mức độ giảm độ cao là 178 m, diện tích lưu vực khoảng 30.600 km²; từ Hồng Hà Khẩu tới hồ Hồng Trạch là phần trung du, dài khoảng 490 km, mức độ giảm độ cao là 16 m, diện tích lưu vực khoảng 158.000 km²; từ hồ Hồng Trạch tới Tam Giang Doanh là phần hạ du, dài khoảng 150 km, mức độ giảm độ cao là khoảng 6 m và diện tích lưu vực khoảng 81.400 km². Diện tích lưu vực của nó giới hạn ở phía tây là Đồng Bách Sơn, Phục Ngưu Sơn, phía nam là núi Đại Biệt, phía bắc là dãy núi Tần Lĩnh và Nghi Mông Sơn, phía đông là Hoàng Hải.